# Kelen Béla (orvos)
Kelen Béla (Tamási, 1870. december 12. – Budapest, Józsefváros, 1946. április 2.) röntgenológus, egyetemi tanár.

## Életpályája
A Tolna vármegyei Tamásiban született 1870. december 12-én, orvoscsaládban. Szülei Kelen József és Farkas Kornélia. Orvosi oklevelét a Budapesti Tudományegyetem orvosi karán szerezte 1893-ban és már 1893-tól gyakornokoskodott a Kórbonctani Intézetben Scheuthauer, később Pertik Ottó mellett, majd ugyanitt tanársegéd lett. 1909-ben megalapította az I. számú Női Klinika Röntgen-therápiás osztályát, annak röntgenlaboratóriumának vezetője lett. 1915-ben az aktinoterápia magántanára. 1916-ban az Egyetemi Központi Röntgenintézet vezetője. Az első világháború idején két nagy hadikórház (Pénzintézetek Hadikórháza, Zita-barakk-kórház) röntgenosztályát is vezette. 1922-ben rendkívüli tanár, 1929-től 1942-ig, nyugalomba vonulásáig a röntgenológia nyilvános rendes tanára volt. 
Budapesten hunyt el 1946. április 2-án.

## Munkássága
Munkásságában jelentős helyet foglalnak el az expozíciós idő meghatározására, a puha sugarak kiszűrésére, a sugárhomogenitásra, a százalékos mélydózisra és a dozimetriára vonatkozó kutatásai.
Kelen Béla és Elischer Gyula nevéhez fűződik a röntgenológia önálló tudományszakként való hazai elismertetése valamint, hogy a VKM az orvoskarokon önálló röntgen-tanszékeket alapított.
Több tankönyv írója volt, szorgalmazta a hazai röntgenkészülék-gyártást (Martin és Sigray műszergyár). 
1922-ben megalapította a Magyar Orvosok Röntgen Egyesületét, majd 1926-ban a Magyar Röntgen Közlönyt, melynek 16 éven át volt felelős szerkesztője.

## Főbb munkái
- Gyógyítás Röntgen-, Rádium- és ibolyántúli sugarakkal. Természettudományi Társulat, Budapest, 1923.
- Röntgenológia orvostanhallgatók és gyakorló orvosok számára (Budapest, 1928)
- A röntgenológia alapvonalai (Budapest, 1934)